# Soukaina Ouaddar
Soukaina Ouaddar (née en 1996) est une cavalière de saut d'obstacles marocaine. Fille d'Abdelkebir Ouaddar, elle est motivée à pratiquer l'équitation par sa mère, et pour suivre la carrière de son père. Son cheval de tête est le Selle français Reading de Sienne.

## Histoire

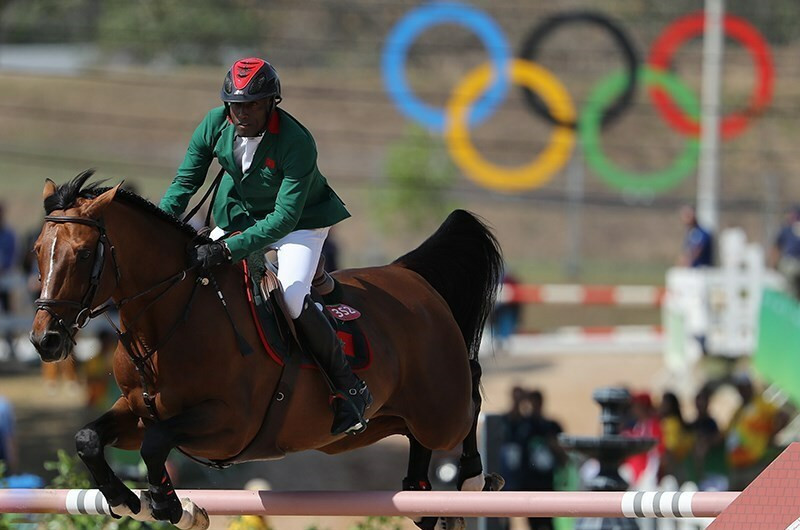
Abdelkebir Ouaddar, le père de Soukaina, participant aux Jeux olympiques d'été de 2016 à Rio de Janeiro, avec son cheval Quickly de Kreisker.

Fille unique du cavalier international Abdelkebir Ouaddar et de son épouse Noelle, Soukaina commence l'équitation vers l'âge de 8 ou 9 ans, n'ayant pas d'attirance particulière pour cet animal dans l'enfance. C'est sa mère, possédant un élevage, qui la motive à monter à cheval ; elle souhaite également suivre la même carrière que son père, avec lequel elle a une bonne relation. Elle est entraînée par un ancien élève de son père, Farid Amanzar. Elle dispute ses premiers Grands Prix à 1,45 m à l'âge de 18 ans, pour une moyenne de deux compétitions par mois. Elle remporte son premier concours international de saut d'obstacles en octobre 2015, avec sa victoire au CSI1* de Rabat, une étape du Morocco Royal Tour,, dans le cadre de la 32e édition de la Semaine du cheval de Rabat, devant Amine Bennis et Majid Djaïdi.
De 2017 à 2019, elle est toujours étudiante, continuant sa carrière de cavalière en parallèle de ses études en communication à l'université américaine Al Akhawayn d’Ifrane,. En mars 2018, elle est engagée dans les Talents Hermès, au Saut Hermès, : il s'agit de sa première participation à cette compétition, et de la première représentation du Maroc dans cette catégorie. En juin 2018, elle s'illustre au concours officiel de saut d'obstacles de la Garde Royale au Méchouar à Touargua, en remportant le prix Feu Sa Majesté Hassan II.

## Description
Soukaina se décrit comme quelqu'un de têtu, dotée d'esprit de compétition. Elle explique être l'une des rares cavalières professionnelles du Maroc, dans un univers majoritairement masculin.  

## Palmarès
- Octobre 2014 : 5e du CSI1* de Tétouan, à 1,20 m, avec Silvio Z ; 3e de l'épreuve à 1,15 m avec Part of Me 2[11]
- Octobre 2015 : Vainqueur du CSI1* de Rabat, étape du Morocco Royal Tour, à 1,25 m[11]
- Octobre 2016 : Vainqueur du Prix de la Fédération royale marocaine de Polo, CSI1* de Tétouan, à 1,30 m ; 5e du CSI1* d'El Jadida à 1,25 m, avec Silvio Z[11],[12]
- Mars 2018 : 4e du CSI2* de Cannes à 1,40 m, avec Reading de Sienne[11]
- Juin 2018 : Vainqueur du Prix Feu S.M Hassan II, à Touargua, avec Reading de Sienne[13],[10],
- Octobre 2018 : 3e du CSI1* de Rabat à 1,25 m-1,30 m, avec Reading de Sienne[11]

## Ses chevaux
Son cheval de tête est Reading de Sienne, un Selle français fils de Flipper d'Elle. Son autre monture est Silvio Z, offert par son entraîneur en 2010, un fils de Chellano Z né en 2005. Elle a également monté le Rhénan Part of Me 2, né en 1999.